# Unione Sportiva Alessandria Calcio 2001-2002
Questa voce raccoglie le informazioni riguardanti l'Unione Sportiva Alessandria Calcio nelle competizioni ufficiali della stagione 2000-2001.

## Stagione
Nella stagione 2001-2002 l'Alessandria disputò il dodicesimo campionato di Serie C2 della sua storia.
L'insediamento della nuova dirigenza, che faceva capo all'editore Logos TV e l'immediato ingaggio dell'ex allenatore dell'AlbinoLeffe Oscar Piantoni furono in luglio il preludio a una stagione ricca di novità e di avvenimenti. La nuova proprietà non nascose l'ambizione di voler raggiungere la Serie B in pochi anni e si distinse per acquisti prestigiosi come quelli di Roberto Murgita e Sergio Porrini e iniziative tese a rinnovare l'interesse della cittadinanza verso la squadra, come l'allestimento di una nursery nello stadio e i festeggiamenti per i 90 anni della società. Sembrò iniziare dunque un periodo positivo per la società, ma nel giro di pochi mesi, al clamoroso insuccesso sportivo che contrassegnò la stagione seguirono drammatiche disavventure societarie dovute ai debiti accumulati dalla proprietà in questo stesso periodo.
L'inizio della stagione non fu dei più luminosi, con l'eliminazione in Coppa dovuta in parte al mancato tesseramento di alcuni giocatori. Il campionato iniziò però ottimamente e una lanciatissima Alessandria seppe compensare con un dicembre perfetto alle zoppicanti prestazioni del mese precedente, chiudendo così il girone d'andata nettamente in testa, con cinque punti di distacco dalla Pro Patria seconda e otto lunghezze sul Prato terzo. Con i lombardi in calo e i toscani domati nello scontro diretto del 17 febbraio, i grigi parvero non avere più rivali. Nelle settimane successive le prestazioni della squadra andarono peggiorando e, tra il 10 marzo e il 7 aprile, l'Alessandria fu agganciata e superata da un Prato in grande spolvero. La pesante sconfitta di Pavia costò la panchina a Piantoni; Sergio Caligaris fu chiamato a traghettare una squadra ormai demotivata fino ai play-off, affrontati senza l'apporto del capocannoniere Paolo Zirafa, e nei quali l'illusione di una vittoria in trasferta si dissolse dopo il crollo interno con la Sangiovannese.

## Divise e sponsor
Il fornitore ufficiale di materiale tecnico per la stagione 2001-2002 fu Galex, mentre lo sponsor di maglia fu Cassa di Risparmio di Alessandria.

## Organigramma societario
Area direttiva
- Presidente: Antonio Boiardi
- Vicepresidente: Dario Pardi

Area organizzativa
- Segretario: Giuseppe Calandra

Area marketing
- Responsabile: Massimo De Nicola

Area tecnica
- Responsabile: Gianfranco Stoppino
- Direttore sportivo: Roberto Lamanna, poi Massimo Londrosi
- Allenatore: Oscar Piantoni, dal 10 aprile Sergio Caligaris

Area sanitaria
- Medico sociale: Piero Gatto
- Massaggiatore: Gigi Marostica

## Rosa
| N. |                     | Ruolo | Calciatore         |
| -- | ------------------- | ----- | ------------------ |
|    | Italia (bandiera)   | P     | Enzo Biato         |
|    | Italia (bandiera)   | P     | Giacomo Brichetto  |
|    | Italia (bandiera)   | P     | Matteo Di Giorgio  |
|    | Italia (bandiera)   | P     | Enrico Malatesta   |
|    | Italia (bandiera)   | D     | Errico Braca       |
|    | Italia (bandiera)   | D     | Daniel Bresciani   |
|    | Italia (bandiera)   | D     | Giovanni Fasce     |
|    | Italia (bandiera)   | D     | Gianluca Franchini |
|    | Italia (bandiera)   | D     | Mario Giannoni     |
|    | Svizzera (bandiera) | D     | Patrick Moro       |
|    | Italia (bandiera)   | D     | Alex Nodari        |
|    | Italia (bandiera)   | D     | Sergio Porrini     |
|    | Italia (bandiera)   | C     | Nicola Ciaramitaro |
|    | Italia (bandiera)   | C     | Lussjen Corti      |
|    | Italia (bandiera)   | C     | Alessandro Gadau   |
|    | Italia (bandiera)   | C     | Cisco Guida        |

| N. |                    | Ruolo | Calciatore           |
| -- | ------------------ | ----- | -------------------- |
|    | Italia (bandiera)  | C     | Aureliano Modesti    |
|    | Nigeria (bandiera) | C     | Peter Omoduemuke     |
|    | Italia (bandiera)  | C     | Roberto Poggi        |
|    | Italia (bandiera)  | C     | Luigi Sacchi         |
|    | Italia (bandiera)  | C     | Massimiliano Scaglia |
|    | Italia (bandiera)  | C     | Dario Serra          |
|    | Italia (bandiera)  | C     | Marco Sesia          |
|    | Italia (bandiera)  | C     | Elio Signorelli (II) |
|    | Italia (bandiera)  | C     | Alessandro Troiano   |
|    | Italia (bandiera)  | A     | Manuel Bailo         |
|    | Italia (bandiera)  | A     | Roberto Murgita      |
|    | Italia (bandiera)  | A     | Cristian Polidori    |
|    | Italia (bandiera)  | A     | Gianluca Soragna     |
|    | Italia (bandiera)  | A     | Giulio Spader        |
|    | Italia (bandiera)  | A     | Paolo Zirafa         |

## Risultati

### Serie C2

#### Girone di andata
| Arbitro: | Capozzi (Vicenza) |

|           |           |                                           |
| Shala 60’ | Marcatori | 12’ (rig.) Spader 42’ D. Serra 82’ Zirafa |

| Arbitro: | Pantana (Macerata) |

|             |           |  |
| Scaglia 12’ | Marcatori |  |

| Arbitro: | Bernardoni (Modena) |

|          |           |                         |
| Zago 54’ | Marcatori | 43’ Zirafa 82’ Polidori |

| Arbitro: | Zanzi (Lugo di Romagna) |

|                     |           |  |
| Briganti 59’ (aut.) | Marcatori |  |

| Valenza 30 settembre 2001, ore 15:00 CEST 5ª giornata | Valenzana            | 0 – 0 referto | Alessandria | Stadio Comunale (1.650 spett.)\| Arbitro: \| Nicoletti (Macerata) \| |
| Arbitro:                                              | Nicoletti (Macerata) |               |             |                                                                      |

| Arbitro: | Giammillaro (Messina) |

|                      |           |           |
| Zirafa 8’ Spader 43’ | Marcatori | 71’ Fiori |

| Arbitro: | Sacco (Civitavecchia) |

|                                     |           |            |
| M. Morfeo 26’ Maiolo 50’ Lugnan 86’ | Marcatori | 74’ Zirafa |

| Arbitro: | Herberg (Messina) |

|                 |           |                                          |
| Donghi 39’, 50’ | Marcatori | 66’ Murgita 76’ Spader 84’ (rig.) Zirafa |

| Arbitro: | Marchesi (Bergamo) |

|                                 |           |                 |
| Murgita 41rig.’ Zirafa 43’, 53’ | Marcatori | 68’ De Vincenzo |

| Arbitro: | Bergonzi (Genova) |

|                              |           |             |
| Ferraresso 45’ Chiarotto 90’ | Marcatori | 35’ Murgita |

| Arbitro: | Cigalotti (Milano) |

|            |           |  |
| Spader 76’ | Marcatori |  |

| Arbitro: | Giannoccaro (Lecce) |

|                            |           |  |
| Millesi 49’ Di Fiandra 76’ | Marcatori |  |

| Arbitro: | Banti (Livorno) |

|            |           |          |
| Scaglia 9’ | Marcatori | 2’ Nordi |

| Arbitro: | Bernardoni (Modena) |

|                                         |           |                          |
| Polidori 32’ Spader 34’ Zirafa 81’, 85’ | Marcatori | 2’ Bonuccelli 13’ Fommei |

| Arbitro: | Girardi (San Donà di Piave) |

|            |           |                            |
| Rubino 39’ | Marcatori | 43’ Paolo Zirafa 84’ Sesia |

| Arbitro: | Valensin (Milano) |

|             |           |  |
| P. Moro 81’ | Marcatori |  |

| Arbitro: | Battistella (Conegliano) |

|  |           |            |
|  | Marcatori | 23’ Zirafa |

#### Girone di ritorno
| Arbitro: | Nicoletti (Macerata) |

|                            |           |  |
| Spader 67’ Zirafa 76’, 78’ | Marcatori |  |

| Vercelli 13 gennaio 2002, ore 14:30 CET 19ª giornata | Pro Vercelli        | 0 – 0 referto | Alessandria | Stadio Silvio Piola (2.089 spett.)\| Arbitro: \| Vicinanza (Albenga) \| |
| Arbitro:                                             | Vicinanza (Albenga) |               |             |                                                                         |

| Arbitro: | Damato (Barletta) |

|            |           |                               |
| Zirafa 87’ | Marcatori | 14’ Balacchi 30’ (aut.) Fasce |

| Arbitro: | Pantana (Macerata) |

|             |           |                                       |
| Tarpani 90’ | Marcatori | 4’ Spader 50’ Scaglia 61’, 78’ Zirafa |

| Arbitro: | Squillace (Catanzaro) |

|           |           |  |
| Fasce 24’ | Marcatori |  |

| Arbitro: | Belloli (Bergamo) |

|              |           |            |
| M. Rossi 60’ | Marcatori | 3’ Scaglia |

| Arbitro: | Ferraro (Crotone) |

|                      |           |                       |
| Serra 45’ Zirafa 75’ | Marcatori | 35’ Lamma 80’ Bonatti |

| Arbitro: | Liberti (Genova) |

|            |           |            |
| Spader 45’ | Marcatori | 74’ Carlet |

| Arbitro: | Tagliavento (Terni) |

|  |           |            |
|  | Marcatori | 45’ Zirafa |

| Arbitro: | Santucci (Reggio Calabria) |

|            |           |                          |
| Spader 84’ | Marcatori | 15’ Arioli 50’ Zaffaroni |

| Arbitro: | Giordano (Caltanissetta) |

|                                             |           |                       |
| Machetti 27’ Gemmi 48’ Franchini 83’ (aut.) | Marcatori | 18’ Zirafa 76’ Spader |

| Arbitro: | Sacco (Civitavecchia) |

|            |           |                   |
| Zirafa 56’ | Marcatori | 7’ (rig.) Millesi |

| Arbitro: | Cenni (Imola) |

|                               |           |  |
| La Cagnina 58’, 67’ Nordi 90’ | Marcatori |  |

| Arbitro: | Benedetti (Vicenza) |

|                  |           |                        |
| Giallombardo 10’ | Marcatori | 41’ Sesia 61’ Giannoni |

| Arbitro: | Romeo (Verona) |

|  |           |             |
|  | Marcatori | 59’ Palombo |

| Arbitro: | Cigalotti (Milano) |

|                         |           |                        |
| Vigna 19’ Guarnieri 44’ | Marcatori | 45’ Zirafa 74’ Troiano |

| Arbitro: | Fiori (Perugia) |

|                                           |           |                       |
| Scaglia 49’ Murgita 52’ Zirafa 90’ (rig.) | Marcatori | 55’ (rig.) F. Coppola |

### Play-off

#### Semifinali
| Arbitro: | Girardi (San Donà di Piave) |

|  |           |            |
|  | Marcatori | 3’ Porrini |

| Arbitro: | Belloli (Bergamo) |

|  |           |                                      |
|  | Marcatori | 45’ Millesi 47’ Di Fiandra 48’ Amita |

### Coppa Italia Serie C

#### Fase eliminatoria a gironi
| Arbitro: | Liberti (Genova) |

|  |           |                    |
|  | Marcatori | 17’ (rig.) Cavalli |

| Arbitro: | Giachero (Pinerolo) |

|                                        |           |                     |
| Iuliano 39’ G. Baldini 49’ Palombo 56’ | Marcatori | 8’ Sesia 74’ Zirafa |

| Arbitro: | Finazzi (Torino) |

|                             |           |  |
| Zirafa 24’ (rig.) Serra 81’ | Marcatori |  |

| Arbitro: | Carrer (Conegliano) |

|                         |           |           |
| Bernardi 41’ Danesi 60’ | Marcatori | 76’ Serra |

## Statistiche

### Statistiche di squadra
| Competizione         | Punti | In casa | In casa | In casa | In casa | In casa | In casa | In trasferta | In trasferta | In trasferta | In trasferta | In trasferta | In trasferta | Totale | Totale | Totale | Totale | Totale | Totale | DR  |
| Competizione         | Punti | G       | V       | N       | P       | Gf      | Gs      | G            | V            | N            | P            | Gf           | Gs           | G      | V      | N      | P      | Gf     | Gs     | DR  |
| -------------------- | ----- | ------- | ------- | ------- | ------- | ------- | ------- | ------------ | ------------ | ------------ | ------------ | ------------ | ------------ | ------ | ------ | ------ | ------ | ------ | ------ | --- |
| Serie C2             | 62    | 17      | 10      | 4       | 3       | 27      | 15      | 17           | 8            | 4            | 5            | 25           | 23           | 34     | 18     | 8      | 8      | 52     | 38     | +14 |
| Coppa Italia Serie C |       | 2       | 1       | 0       | 1       | 2       | 1       | 2            | 0            | 0            | 2            | 3            | 5            | 4      | 1      | 0      | 3      | 5      | 6      | -1  |
| Play-off             |       | 1       | 0       | 0       | 1       | 0       | 3       | 1            | 1            | 0            | 0            | 1            | 0            | 2      | 1      | 0      | 1      | 1      | 3      | -2  |
| Totale               |       | 20      | 11      | 4       | 5       | 29      | 19      | 20           | 9            | 4            | 7            | 29           | 28           | 40     | 20     | 8      | 12     | 58     | 47     | +11 |

### Statistiche dei giocatori
| Giocatore          | Serie C2 | Serie C2 | Coppa Italia Serie C | Coppa Italia Serie C | Play-off | Play-off | Totale   | Totale |
| Giocatore          | Presenze | Reti     | Presenze             | Reti                 | Presenze | Reti     | Presenze | Reti   |
| ------------------ | -------- | -------- | -------------------- | -------------------- | -------- | -------- | -------- | ------ |
| E. Biato           | 3        | -1       | -                    | -                    | -        | -        | 3        | -1     |
| E. Braca           | 13       | 0        | 2                    | 0                    | 2        | 0        | 17       | 0      |
| D. Bresciani       | 25       | 0        | 3                    | 0                    | 2        | 0        | 30       | 0      |
| G. Brichetto       | -        | -        | 4                    | -5                   | -        | -        | 4        | -5     |
| M. Broccanello     | -        | -        | 1                    | 0                    | -        | -        | 1        | 0      |
| L. Corti           | 4        | 0        | 1                    | 0                    | -        | -        | 5        | 0      |
| M. Di Giorgio      | 1        | -1       | -                    | -                    | -        | -        | 1        | -1     |
| G. Fasce           | 23       | 1        | 2                    | 0                    | -        | -        | 25       | 1      |
| G. Franchini       | 25       | 0        | 4                    | 0                    | 2        | 0        | 31       | 0      |
| A. Gadau           | 24       | 0        | 3                    | 0                    | 1        | 0        | 28       | 0      |
| M. Giannoni        | 17       | 1        | -                    | -                    | 2        | 0        | 19       | 1      |
| C. Guida           | 1        | 0        | 3                    | 0                    | -        | -        | 4        | 0      |
| E. Malatesta       | 32       | -36      | 2                    | -1                   | 1        | -3       | 35       | -40    |
| A. Modesti         | 30       | 0        | -                    | -                    | 2        | 0        | 32       | 0      |
| P. Moro            | 29       | 1        | 2                    | 0                    | -        | -        | 31       | 1      |
| P. Omoduemuke      | -        | -        | 3                    | 0                    | -        | -        | 3        | 0      |
| R. Poggi           | 1        | 0        | 1                    | 0                    | -        | -        | 2        | 0      |
| C. Polidori        | 21       | 2        | 3                    | 0                    | 2        | 0        | 26       | 2      |
| S. Porrini         | 23       | 0        | -                    | -                    | 2        | 1        | 25       | 1      |
| M. Scaglia         | 33       | 5        | 3                    | 0                    | 2        | 0        | 38       | 5      |
| D. Serra           | 25       | 2        | 3                    | 2                    | 1        | 0        | 29       | 4      |
| M. Sesia           | 33       | 2        | 4                    | 1                    | 1        | 0        | 38       | 3      |
| E. Signorelli (II) | -        | -        | 2                    | 0                    | -        | -        | 2        | 0      |
| G. Soragna         | -        | -        | 1                    | 0                    | -        | -        | 1        | 0      |
| G. Spader          | 30       | 10       | 2                    | 0                    | 2        | 0        | 34       | 10     |
| A. Troiano         | 22       | 1        | 3                    | 0                    | 2        | 0        | 27       | 1      |
| P. Zirafa          | 33       | 22       | 4                    | 2                    | -        | -        | 37       | 24     |